# Ganztagsgymnasium Johannes Rau
Das Ganztagsgymnasium Johannes Rau ist ein Gymnasium in Wuppertal. Es ist nach dem ehemaligen Bundespräsidenten und Schüler der Schule Johannes Rau benannt.
Das Ganztagsgymnasium zählt seit 2017 zu den anerkannten UNESCO-Projektschulen. Die Schüler profitieren von diversen Austauschprogrammen, Kooperationen und Projektformaten. Besonderen Wert legt die Schule hierbei auf „Bildung für nachhaltige Entwicklung“, „Interkulturelles Lernen, Zusammenleben in Vielfalt“ und „Global Citizenship“.

## Geschichte

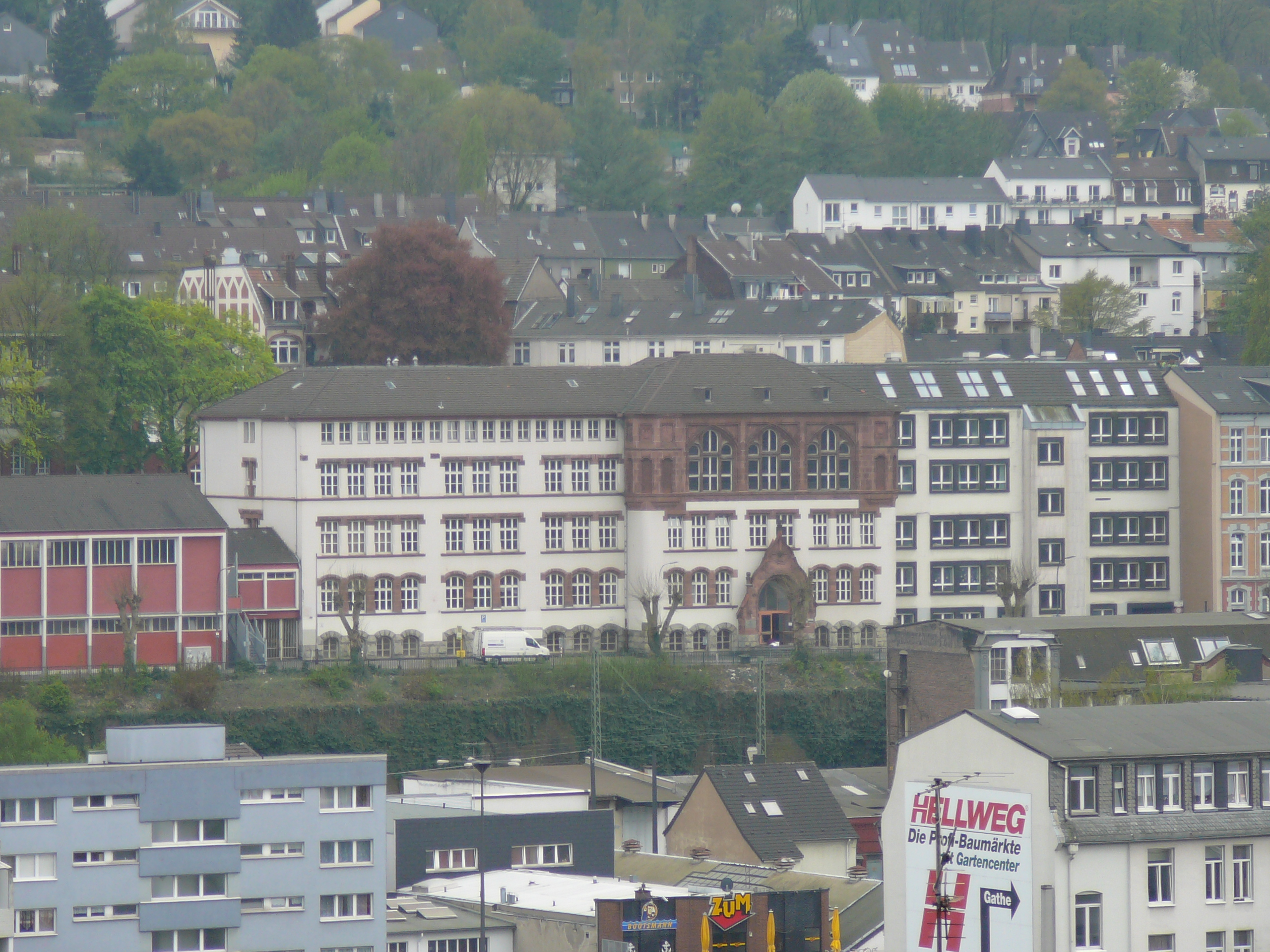
Das Schulgebäude

1863 wurde eine höhere und niedere Gewerbeschule gegründet, die sich 1879 in eine Höhere Bürgerschule und Fachklassen aufteilte. Aus den Realklassen der Höheren Bürgerschule wurde 1898 eine selbstständige Realschule, während die Fachklassen einer Maschinenbauschule angegliedert wurden.
Das Gebäude an der Siegesstraße, dem heutigen Sitz der Schule, wurde 1903 bezogen. 1929 wurde die Schule zur Deutschen Oberschule, im selben Jahr legten die ersten Schüler das Abitur ab. Ein Jahr später wurde die 1852 gegründete Rektoratsschule in Ronsdorf der damaligen Deutschen Oberschule als Zweigstelle angegliedert. Die Schule wurde 1935 in eine Oberschule für Jungen und in die Ernst-Moritz-Arndt-Schule (Förderklassen) umgewandelt. 1943 wurde während des Zweiten Weltkrieges das Schulgebäude teilweise zerstört; der Schulbetrieb wurde daraufhin nach Weimar ausgelagert. Zwei Jahre später nahm die Schule als Humanistisches Gymnasium Barmen den Betrieb an der Siegesstraße wieder auf. 1949 zog ein Abendgymnasium in das Schulgebäude, welches 1975 wieder auszog. Von 1966 bis 1971 wurde die Schule nach und nach erweitert, unter anderem um einen naturwissenschaftlichen und um einen wirtschaftswissenschaftlichen Zweig.
Der Unterricht findet seit 1986 ganztägig statt (Ganztagsschule); eine Mensa wurde 1987 fertiggestellt. Den heutigen Namen Ganztagsgymnasium Johannes Rau trägt die Schule seit 2006. 1996 wurde sie als Schule ohne Rassismus – Schule mit Courage ausgezeichnet. Im Jahr 2008 wurde die Ronsdorfer Zweigstelle geschlossen. Seit 2014 ist die Schule außerdem UNESCO-Projektschule.
Große mediale Aufmerksamkeit erlangte die Schule im März 2017 durch eine Beschwerde von muslimischen Schülern gegen ein Gebetsverbot im Schulgebäude und bestärkte dadurch eine politische Debatte über Gebetsräume und Missionierungsversuche an deutschen Schulen. Die Schulgemeinde hat in längeren Debatten einen tragfähigen Konsens vereinbart, der dem Gedanken der Neutralität verpflichtet ist.
Seit 2024 wird das Schulgebäude umfangreich saniert und modernisiert. Die Schule residiert seit Ostern 2024 in einem neu errichteten Schulgebäude auf der Hardt, dem großen Parkareal zwischen den Stadtteilen Barmen und Elberfeld, am Dietrich-Bonhoeffer-Weg 1. 

## Angebot

### Fächer
Zu den Fächer zählen im sprachlich-literarisch-künstlerischen Bereich Deutsch, Englisch, Französisch, Spanisch (ab Klasse 7), Latein, Literatur/Theater, Musik, Sport und Kunst; im Bereich Gesellschaftswissenschaften Geschichte, Geographie, Philosophie, Religion, Pädagogik und Sozialwissenschaft und im Bereich der Naturwissenschaften, Mathematik, Biologie, Chemie, Physik und Informatik.
Die Schule bietet derzeit zwei UNESCO-Profile in den Eingangsklassen an. Die Schüler erhalten in den Bezugsfächern eine zusätzliche Stunde. In den Musikklassen erlernen die Schüler als Teil ihres regulären Musikunterrichts ein Instrument bei externen Instrumentallehrern, mit dem sie allmählich über Ensemble- und Klassenorchesterarbeit in das Schulorchester hineinwachsen. Die Schule ist zertifizierte EMSA-Schule (Eine (Musik)Schule für alle). In den Natur- und Umweltklassen werden Nachhaltigkeitsthemen und eine Fokussierung auf Demokratie- und Menschenrechtserziehung projektartig an halbjährlich wechselnde Bezugsfächer angebunden.

### Projekte und Kooperationen; Bildung für nachhaltige Entwicklung
Das Gymnasium bindet zahlreiche Kooperationen in seine Fachcurricula und Projektkultur ein. Außerschulische Lernorte werden regelmäßig und wiederholt aufgesucht und fachunterrichtlich erschlossen. Die Schule kooperiert mit dem Demeter-Bauernhof „Hof zur Hellen“ und der „Falknerei Bergisch Land“, in der auch der Patenvogel der Schule, ein Uhu, lebt. Die Nachhaltigkeitsbildung steht auch im Mittelpunkt der Zusammenarbeit mit dem Kleingärtnerverein „Im Springen“; die Schule unterhält dort einen Lehrgarten für Permakultur. Im Netzwerk mit anderen UNESCO-Projektschulen erschließt die Schule die Thematik des Klimawandels über ihre Klimamessstation auf dem Gelände der kooperierenden Station und Umwelt in Wuppertal. Die Schule gehört seit Jahren zu den Preisträgern des kommunalen Energiesparwettbewerbs „Energie gewinnt“.
Jährlich stattfindende UNESCO-Projekttage bilden die Projektvielfalt ab. Die Schüler wählen ihr Zweitagesprojekt aus einem reichhaltigen Angebot aus, zu dem sie und die Eltern eigene Beiträge leisen. Die entstehenden Gruppen realisieren ein jahrgangsübergreifendes Arbeiten, das häufig von externen Referenten begleitet wird und das zu Exkursionen einlädt.
Der „Kabarettungsdienst“, das Schüler-Kabarett des Ganztagsgymnasium Johannes Rau, besteht seit 1993. Mit selbstgeschriebenen Texten entstehen wechselnde Programme, mit denen das Kabarett in der Stadt und in der Region auf Tournee geht. Die Programme wurden vielfach ausgezeichnet und bilden einen Baustein der kulturellen Bildung an der Schule.

### Arbeitsgemeinschaften
Die Schule bietet viele AGs an, unter anderem aus den Bereichen Sport, Musik/Kunst und Handwerk sowie UNESCO.

## Auszeichnungen
- Schule ohne Rassismus (1996, als Schirmherrin fungierte Pina Bausch)[1]
- UNESCO-Projektschule (2014[13], 2019[14])
- UNESCO Filmwettbewerb für die Jahrgangsstufe 8 bis 10 (2018)[15]
- 34. Bundesjugendfilmpreis (2021): Kurzspielfilm „Unsere Realität“ gewinnt Team-Award[16]
- „Kabarettungsdienst“ mit Springmann-Preis ausgezeichnet (2023)[17]

## Persönlichkeiten

### Bekannte ehemalige Schüler
- Hans Kaletsch (1929–2020), Althistoriker
- Johannes Rau (1931–2006), Politiker (SPD) und von 1999 bis 2004 achter Bundespräsident der Bundesrepublik Deutschland
- Helmut Röder (1938–2012), Koch, Maler, Textilkünstler, Teppichdesigner und Galerist
- Dietmar Bell (* 1961), Politiker und Abgeordneter (SPD)
- Vanessa Radman (* 1974), Schauspielerin
- Lutz Jäncke (* 1957), Neurowissenschaftler und Neuropsychologe

### Bekannte Lehrer
- Jürgen Grzesik (1929–2021), Pädagoge
- Hans-Ulrich Stephan (1931–2009), Theologe und Pfarrer
- Gunhild Böth (* 1952), Politikerin (Die Linke)